# Sport Billy
Sport Billy est une série télévisée d'animation américaine pour la jeunesse en 26 épisodes de 26 minutes, créée par Lou Scheimer et Arthur H. Nadel, et diffusée entre le 16 septembre 1979 et le 16 novembre 1980 en Allemagne, ainsi que durant l'été 1982 sur le réseau NBC.
En France, la série a été diffusée à partir du 21 septembre 1983 sur TF1 dans les émissions Vitamine et Croque-vacances, et au Québec à partir du 15 mars 1987 sur TVJQ, puis rediffusée à partir du 4 mars 1990 sur Canal Famille.
Le générique français est chanté par Michel Barouille.[réf. nécessaire]

## Synopsis
Billy Sport est un jeune garçon originaire d'Olympus, une planète jumelle de la Terre située de l'autre côté du Soleil et peuplée d'athlètes. Il est envoyé sur Terre avec la mission de promouvoir l'esprit d'équipe et le fair-play. Il est assisté par une jeune fille, Lilly, et un chien qui parle, Willy. Billy Sport possède un sac magique, l'Omni-sac, duquel il sort tout ce dont il a besoin pour mener à bien sa mission. Tous trois combattent la reine Vanda qui veut supprimer tous les sports de la galaxie.

## Voix françaises
- Jackie Berger : Billy
- Amélie Morin : Lilly
- Jacques Torrens : Willy
- Évelyne Séléna : Vanda
- Philippe Dumat : Sipes
- Paule Emanuele : Pandusa

 Source et légende : version française (VF) sur RS Doublage

## Épisodes

### Première saison (1979)
1. Suspense (Joust in Time)
2. Mésaventures à Tokyo (Trouble in Tokyo)
3. Vacances au Mexique (Mexican Holiday)
4. Retour à Olympus (Return to Olympus)
5. Casse-tête chinois (Chinese Puzzle)
6. Un travail d'équipe (Teamwork)
7. Mauvais temps (Bad Weather Blues)
8. En perdition (A Voice in the Wilderness)
9. La Roue de la fortune (Wheel of Fortune)
10. Cache-cache (Hyde and Seek)
11. Le Sac de sport magique (Power of the Omnisac)
12. La Course dans l'espace (A Race in Space)
13. Le Jugement (Trial by Fire)
14. Tournoi de golf au Texas (The Great Texas Hole in One)
15. La Course dans le désert (Arabian Knights and Days)
16. Le Double (Mixed Doubles)

### Deuxième saison (1980)
1. Le Viking (Viking for a Day)
2. Le Monstre du Loch Ness (Monster from the Loch)
3. La Caverne (Mystery of the Russian Cave)
4. Viva Billy (Rah! Rah! Billy!)
5. Péril au Pérou (Peril in Peru)
6. Aventures en Grèce (Athenian Adventure)
7. Match sur glace (Pure Luck)
8. Le Mystère du Taj Mahal (Taj Mahal Mystery)
9. Aventures en Australie (Australian Adventure)
10. Billy et Billy (A Tale of Two Billys)